# Мата, Хуан
Хуа́н Мануэ́ль Ма́та Гарси́я (исп. Juan Manuel Mata García, испанское произношение: [ˈxwam ˈmata]; родился 28 апреля 1988 года, в Бургосе, Кастилия и Леон, Испания) — испанский футболист, атакующий полузащитник. 15 мая 2013 года Мата и Фернандо Торрес после победы в Лиге Европы УЕФА в составе «Челси» установили уникальное достижение, одновременно являясь действующими победителями четырёх турниров — Лиги чемпионов УЕФА, Лиги Европы УЕФА, чемпионата мира и чемпионата Европы. Мата является одним из двух игроков в истории мирового футбола (второй — его соотечественник Хави Мартинес), выигравших сначала чемпионат мира по футболу, а затем молодёжный чемпионат Европы по футболу.
Хуан Мата является воспитанником академий испанских клубов «Реал Овьедо» и «Реал Мадрид». В 2007 году Мата перешёл в «Валенсию». С 2011 по 2014 год выступал за лондонский «Челси». 24 января 2014 года было объявлено, что «Манчестер Юнайтед» достиг соглашения с «Челси» о трансфере Хуана Маты. На следующий день переход игрока в «Манчестер Юнайтед» был завершён после прохождения медицинского обследования и согласования условий личного контракта. Трансфер Маты обошёлся в 37,1 млн фунтов, став самым дорогим в истории клуба (летом 2014 года этот рекорд побил трансфер Анхеля Ди Марии).

## Клубная карьера

### Начало карьеры
Начал свою футбольную карьеру Мата в детской команде клуба «Реал Овьедо». В возрасте 15 лет перебрался в «Реал Мадрид», где играл до 2007 года.

### «Валенсия»
В 2007 году футболист перешёл в «Валенсию», где в то время произошла «трагедия» в виде очередной травмы лидера полузащиты Висенте.
Шанс сыграть свой первый матч в Примере выпал скоро: Рональд Куман, повздорив с Ангуло, усадил ветерана клуба на скамейку — так у Маты появилась постоянная игровая практика.
20 марта 2008 года Мата забил свой первый гол за «Валенсию» в матче 1/2 финала Кубка Испании в ворота «Барселоны». Также он помог своему новому клубу завоевать сам кубок, забив один из трёх мячей в финальном матче, выигранном «Валенсией» у «Хетафе» со счётом 3:1.
Как пишет испанская спортивная газета «Marca»:

Мата ворвался в футбольный мир так стремительно, что это позволяет сравнивать его с самыми яркими молодыми талантами Испании: Кркичем, дос Сантосом и Мартинесом, и он не потеряется в этой именитой компании. Хуан — будущее испанского футбола, и безусловно, если он будет прогрессировать, он скоро станет попадать в основную сборную Испании
24 января 2011 года Мата продлил контракт с «Валенсией» до 2014 года. Летом 2011 года лондонский «Арсенал» сделал предложение «Валенсии» о покупке Маты за 25 млн евро, но получил отказ.

### «Челси»

#### 2011/2012
22 августа 2011 года на официальном сайте «Челси» было объявлено о переходе Маты в стан «синих». Первый гол за «Челси» забил в дебютном матче против «Норвич Сити». Испанец практически сразу стал одним из лидеров «Челси». 14 сентября Мата дебютировал в Лиге Чемпионов УЕФА за «Челси» и забил во втором тайме, что помогло одержать победу над «Байером 04» 2:0. 5 декабря 2011 года Мата отдал две голевых передачи на Дидье Дрогба в матче группового этапа Лиги чемпионов УЕФА против «Валенсии». 26 декабря в матче против «Фулхэма», который завершился ничьей 1:1, Мата забил единственный гол синих. 5 февраля 2012 года в матче против «Манчестер Юнайтед», закончившемся 3:3, Мата забил гол и отдал голевую на Давида Луиса.
После назначения Роберто Ди Маттео в качестве исполняющего обязанности главного тренера первой команды, Мата играл в качестве центрального атакующего полузащитника. 7 апреля Мата забил свой 11-й гол в сезоне в победном матче против «Уигана»; это был жизненно важный гол, который дал «синим» шанс на борьбу за место в Лиге Чемпионов.
15 апреля 2012 года в полуфинальном матче кубка Англии против «Тоттенхэма» Мата забил гол, а также отдал две голевые передачи на Рамиреса и Флорана Малуда, матч завершился разгромной победой «синих» 5:1. Мата отдал две голевые передачи  Фернандо Торресу в заподнолондонском дерби против  «КПР» 29 апреля, тем самым дойдя до отметки в 13 передач в Английской Премьер-лиге в одном сезоне. Мата сделал голевой пас в финале Кубка Англии на Рамиреса, благодаря чему «Челси» обыграл «Ливерпуль» 2-1 на Уэмбли, а Мата получил звание лучшего игрока матча. 19 мая в финале Лиги чемпионов УЕФА 2011/2012  против мюнхенской «Баварии» Мата ассистировал  Дидье Дрогба с углового удара на 88-й минуте, сравняв тем самым счет. Матч продолжился в дополнительное время и дошёл до серии пенальти, причем Мата первым бил пенальти со стороны «Челси», который спас голкипер «Баварии» Мануэль Нойер. Несмотря на это, «Челси» победил 4-3 в серии пенальти, выиграв свой первый титул Лиги чемпионов.

#### 2012/2013
Мата пропустил все предсезонные игры «Челси», поскольку он играл за сборную Испании на летних Олимпийских играх 2012 года в Лондоне, но он вернулся к матчу Суперкубка Англии против «Манчестер Сити» и был заменен на 74 минуте на Дэниеля Старриджа. Свой первый ассист в сезоне Мата сделал 22 сентября 2012 года в матче против «Сток Сити», отдав голевую передачу на Эшли Коула. Он забил свой первый гол в сезоне в третьем раунде Кубка Футбольной Лиги 2012/13 в матче против «Вулверхэмптона», закончившегося победой «синих» 6:0.
Дважды признавался игроком года «Челси» по версии болельщиков и один раз по версии игроков, а также был включен в команду года по версии ПФА.

#### 2013/2014
При новом тренере «Челси» Жозе Моуринью Мата стал много времени проводить на скамейке запасных. Моуринью предпочел Оскара в качестве плеймейкера и предложил Мате адаптироваться к другой позиции, а также работать усерднее в обороне.
28 сентября 2013 года Мата вышел на замену в перерыве против «Тоттенхэм Хотспур»и отдал голевую передачу на Джона Терри, благодаря чему забить «Челси» сумел сравнять счет в матче. 29 октября с передачи Виллиана он забил свой первый гол в сезоне в матче Кубка лиги против «Арсенала», который завершился победой со счетом 2:0.

### «Манчестер Юнайтед»

#### 2013/2014
25 января 2014 года Мата перешёл в «Манчестер Юнайтед» за 37,1 млн фунтов. Он подписал с клубом контракт до лета 2018 года.

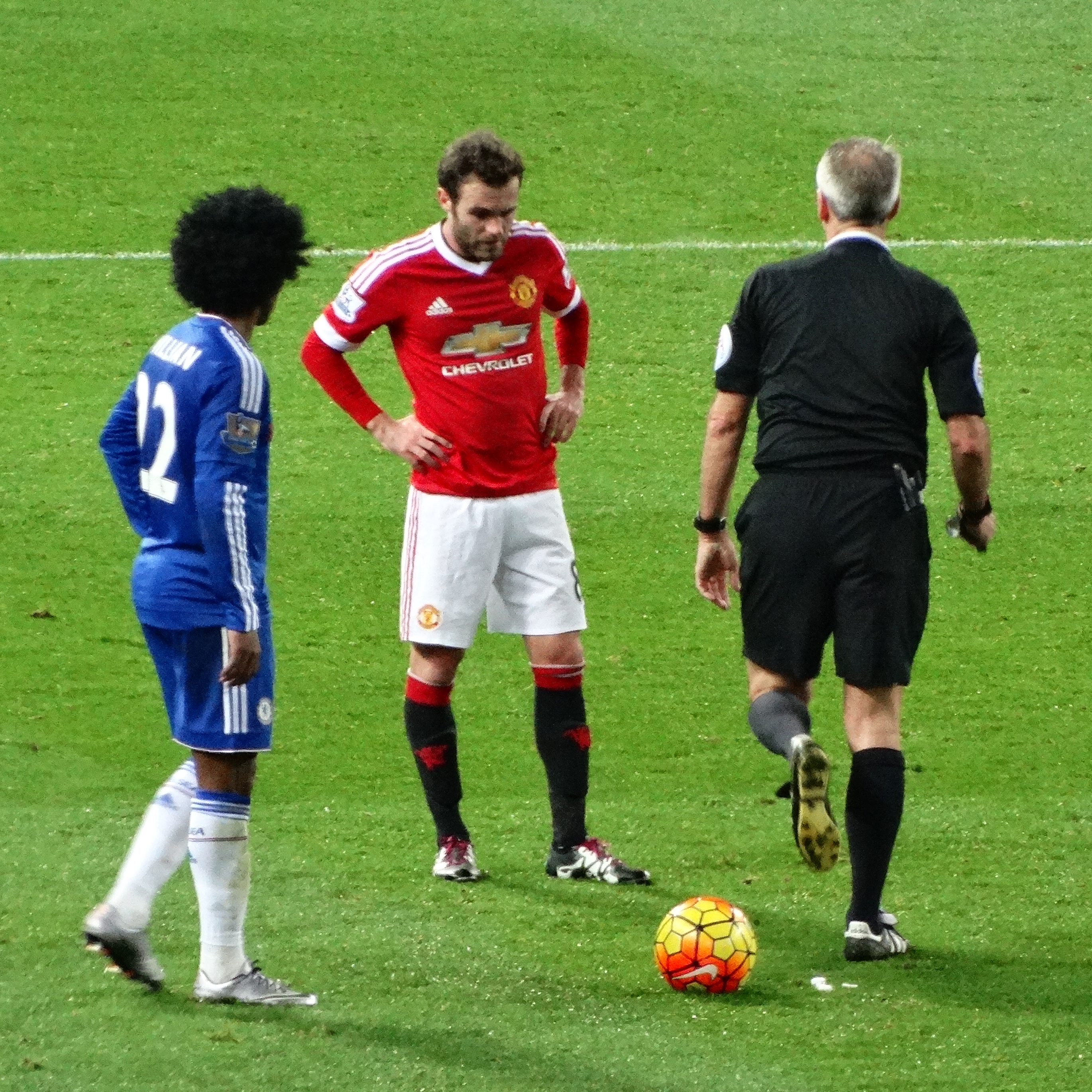
Хуан в футболке «Юнайтед» в матче против «Челси» в 2015 году

Дебют Маты в составе «Манчестер Юнайтед» состоялся 28 января 2014 года в матче Премьер-лиги против валлийского клуба «Кардифф Сити», в котором «Юнайтед» одержал победу со счетом 2:0. 29 марта 2014 года забил свой первый гол за «Юнайтед» в матче против «Астон Виллы». 5 апреля 2014 года в матче против «Ньюкасла» Мата забил 2 гола, а 26 апреля также оформил дубль в ворота «Норвича». В заключительном матче сезона против «Саутгемптона» забил единственный гол «Юнайтед», позволивший добиться ничьей в игре.  По итогам неполного сезона 2013/14 в составе «красных дьяволов» Мата сыграл 15 матчей и забил 6 голов.

## Карьера в сборной
Мата выиграл юношеский чемпионат Европы до 17 лет в составе юниорской сборной Испании. В своей сборной он стал ключевым игроком, забив в том турнире 4 гола за 5 матчей, что позволило ему занять 5 место в споре бомбардиров и попасть в символическую сборную турнира. Уже в феврале 2007 года восемнадцатилетний игрок начал вызываться и в молодёжную сборную, где вскоре также стал одним из основных игроков.

## Достижения

### Командные достижения
Валенсия
- Обладатель Кубка Испании: 2008

Челси
- Обладатель Кубка Англии: 2012
- Победитель Лиги чемпионов УЕФА: 2012
- Победитель Лиги Европы УЕФА: 2013

Итого: 3 трофея
Манчестер Юнайтед
- Обладатель Кубка Англии: 2016
- Обладатель Кубка Футбольной лиги: 2017
- Обладатель Суперкубка Англии: 2016
- Победитель Лиги Европы УЕФА: 2017

Итого: 4 трофея
«Галатасарай»
- Чемпион Турции: 2022/23

Итого: 1 трофей
«Виссел Кобе»
- Чемпион Японии: 2023

Итого: 1 трофей
Сборная Испании
- Чемпион мира: 2010
- Чемпион Европы: 2012
- Чемпион Европы среди юношей до 19 лет: 2006
- Чемпион Европы среди юношей до 21 года: 2011
- Итого: 4 трофея

### Личные достижения
- Лучший игрок чемпионата Европы среди молодёжных команд: 2011
- Игрок месяца по версии АПЛ: октябрь 2012
- Команда года по версии ПФА: 2013
- Игрок года по версии болельщиков «Челси» (2): 2012, 2013
- Игрок года по версии футболистов «Челси»: 2013

## Статистика выступлений

### Клубная карьера
| Клуб                 | Сезон            | Лига | Лига | Кубок страны | Кубок страны | Кубок лиги | Кубок лиги | Еврокубки | Еврокубки | Прочие | Прочие | Итого | Итого |
| Клуб                 | Сезон            | Игры | Голы | Игры         | Голы         | Игры       | Голы       | Игры      | Голы      | Игры   | Голы   | Игры  | Голы  |
| -------------------- | ---------------- | ---- | ---- | ------------ | ------------ | ---------- | ---------- | --------- | --------- | ------ | ------ | ----- | ----- |
| Реал Мадрид Кастилья | 2006/07          | 39   | 10   | -            | -            | -          | -          | -         | -         | -      | -      | 39    | 10    |
| Реал Мадрид Кастилья | Итого            | 39   | 10   | 0            | 0            | 0          | 0          | 0         | 0         | 0      | 0      | 39    | 10    |
| Валенсия             | 2007/08          | 24   | 5    | 8            | 4            | -          | -          | 1         | 0         | 0      | 0      | 33    | 9     |
| Валенсия             | 2008/09          | 37   | 11   | 2            | 1            | -          | -          | 6         | 1         | 2      | 1      | 47    | 14    |
| Валенсия             | 2009/10          | 35   | 9    | 2            | 0            | -          | -          | 14        | 5         | 0      | 0      | 51    | 14    |
| Валенсия             | 2010/11          | 33   | 8    | 3            | 0            | -          | -          | 7         | 1         | 0      | 0      | 43    | 9     |
| Валенсия             | Итого            | 129  | 33   | 15           | 5            | 0          | 0          | 28        | 7         | 2      | 1      | 174   | 46    |
| Челси                | 2011/12          | 34   | 6    | 7            | 4            | 1          | 0          | 12        | 2         | 0      | 0      | 54    | 12    |
| Челси                | 2012/13          | 35   | 12   | 6            | 1            | 5          | 2          | 14        | 4         | 4      | 1      | 64    | 20    |
| Челси                | 2013/14          | 13   | 0    | 0            | 0            | 2          | 1          | 2         | 0         | 0      | 0      | 17    | 1     |
| Челси                | Итого            | 82   | 18   | 13           | 5            | 8          | 3          | 28        | 6         | 4      | 1      | 135   | 33    |
| Манчестер Юнайтед    | 2013/14          | 15   | 6    | 0            | 0            | 0          | 0          | 0         | 0         | 0      | 0      | 15    | 6     |
| Манчестер Юнайтед    | 2014/15          | 33   | 9    | 2            | 1            | 0          | 0          | 0         | 0         | 0      | 0      | 35    | 10    |
| Манчестер Юнайтед    | 2015/16          | 38   | 6    | 4            | 3            | 1          | 0          | 11        | 1         | 0      | 0      | 54    | 10    |
| Манчестер Юнайтед    | 2016/17          | 25   | 6    | 3            | 0            | 3          | 2          | 10        | 2         | 1      | 0      | 41    | 10    |
| Манчестер Юнайтед    | 2017/18          | 28   | 3    | 5            | 0            | 1          | 0          | 6         | 0         | 0      | 0      | 40    | 3     |
| Манчестер Юнайтед    | 2018/19          | 22   | 3    | 3            | 1            | 1          | 1          | 6         | 1         | 0      | 0      | 32    | 6     |
| Манчестер Юнайтед    | 2019/20          | 19   | 0    | 4            | 1            | 3          | 0          | 11        | 2         | 0      | 0      | 37    | 3     |
| Манчестер Юнайтед    | 2020/21          | 9    | 1    | 1            | 0            | 2          | 2          | 6         | 0         | 0      | 0      | 18    | 3     |
| Манчестер Юнайтед    | 2021/22          | 7    | 0    | 1            | 0            | 1          | 0          | 3         | 0         | 0      | 0      | 12    | 0     |
| Манчестер Юнайтед    | Итого            | 196  | 34   | 23           | 6            | 12         | 5          | 53        | 6         | 1      | 0      | 285   | 51    |
| Всего за карьеру     | Всего за карьеру | 446  | 95   | 51           | 16           | 20         | 8          | 109       | 19        | 7      | 2      | 633   | 140   |

### Выступления за сборную
| Сборная          | Сезон            | Товарищеские | Товарищеские | Турниры | Турниры | Всего | Всего |
| Сборная          | Сезон            | Игры         | Голы         | Игры    | Голы    | Игры  | Голы  |
| ---------------- | ---------------- | ------------ | ------------ | ------- | ------- | ----- | ----- |
| Испания          | 2009             | 1            | 0            | 6       | 3       | 7     | 3     |
| Испания          | 2010             | 2            | 0            | 1       | 0       | 3     | 0     |
| Испания          | 2011             | 3            | 0            | 3       | 2       | 6     | 2     |
| Испания          | 2012             | 3            | 0            | 1       | 1       | 4     | 1     |
| Испания          | 2013             | 5            | 1            | 7       | 2       | 12    | 3     |
| Испания          | 2014             | 1            | 0            | 1       | 1       | 2     | 1     |
| Испания          | 2015             | 1            | 0            | 3       | 0       | 4     | 0     |
| Испания          | 2016             | 3            | 0            | 0       | 0       | 3     | 0     |
| Всего за карьеру | Всего за карьеру | 19           | 1            | 22      | 9       | 41    | 10    |

### Матчи и голы за сборную
| Матчи и голы Хуана Маты за сборную Испании | Матчи и голы Хуана Маты за сборную Испании | Матчи и голы Хуана Маты за сборную Испании | Матчи и голы Хуана Маты за сборную Испании | Матчи и голы Хуана Маты за сборную Испании | Матчи и голы Хуана Маты за сборную Испании |
| №                                          | Дата                                       | Оппонент                                   | Счёт                                       | Голы Маты                                  | Соревнование                               |
| ------------------------------------------ | ------------------------------------------ | ------------------------------------------ | ------------------------------------------ | ------------------------------------------ | ------------------------------------------ |
| 1                                          | 28 марта 2009                              | Турция                                     | 1:0                                        | —                                          | Отборочные матчи ЧМ-2010                   |
| 2                                          | 17 июня 2009                               | Ирак                                       | 1:0                                        | —                                          | Кубок конфедераций 2009                    |
| 3                                          | 24 июня 2009                               | США                                        | 0:2                                        | —                                          | Кубок конфедераций 2009                    |
| 4                                          | 9 сентября 2009                            | Эстония                                    | 3:0                                        | 1                                          | Отборочные матчи ЧМ-2010                   |
| 5                                          | 10 октября 2009                            | Армения                                    | 2:1                                        | 1                                          | Отборочные матчи ЧМ-2010                   |
| 6                                          | 14 октября 2009                            | Босния и Герцеговина                       | 5:2                                        | 1                                          | Отборочные матчи ЧМ-2010                   |
| 7                                          | 14 ноября 2009                             | Аргентина                                  | 2:1                                        | —                                          | Товарищеский матч                          |
| 8                                          | 3 июня 2010                                | Республика Корея                           | 1:0                                        | —                                          | Товарищеский матч                          |
| 9                                          | 21 июня 2010                               | Гондурас                                   | 2:0                                        | —                                          | Финальные матчи ЧМ-2010                    |
| 10                                         | 11 августа 2010                            | Мексика                                    | 1:1                                        | —                                          | Товарищеский матч                          |
| 11                                         | 29 марта 2011                              | Литва                                      | 3:1                                        | 1                                          | Отборочные матчи ЧЕ-2012                   |
| 12                                         | 10 августа 2011                            | Италия                                     | 1:2                                        | —                                          | Товарищеский матч                          |
| 13                                         | 6 сентября 2011                            | Лихтенштейн                                | 6:0                                        | —                                          | Отборочные матчи ЧЕ-2012                   |
| 14                                         | 7 октября 2011                             | Чехия                                      | 2:0                                        | 1                                          | Отборочные матчи ЧЕ-2012                   |
| 15                                         | 12 ноября 2011                             | Англия                                     | 0:1                                        | —                                          | Товарищеский матч                          |
| 16                                         | 15 ноября 2011                             | Коста-Рика                                 | 2:2                                        | —                                          | Товарищеский матч                          |
| 17                                         | 30 мая 2012                                | Республика Корея                           | 4:1                                        | —                                          | Товарищеский матч                          |
| 18                                         | 3 июня 2012                                | Китай                                      | 1:0                                        | —                                          | Товарищеский матч                          |
| 19                                         | 1 июля 2012                                | Италия                                     | 4:0                                        | 1                                          | Финальные матчи ЧЕ-2012                    |
| 20                                         | 15 ноября 2012                             | Панама                                     | 5:1                                        | —                                          | Товарищеский матч                          |
| 21                                         | 6 февраля 2013                             | Уругвай                                    | 3:1                                        | —                                          | Товарищеский матч                          |
| 22                                         | 22 марта 2013                              | Финляндия                                  | 1:1                                        | —                                          | Отборочные матчи ЧМ-2014                   |
| 23                                         | 27 марта 2013                              | Франция                                    | 1:0                                        | —                                          | Отборочные матчи ЧМ-2014                   |
| 24                                         | 9 июня 2013                                | Гаити                                      | 2:1                                        | —                                          | Товарищеский матч                          |
| 25                                         | 12 июня 2013                               | Ирландия                                   | 2:0                                        | 1                                          | Товарищеский матч                          |
| 26                                         | 17 июня 2013                               | Уругвай                                    | 2:1                                        | —                                          | Кубок конфедераций 2013                    |
| 27                                         | 20 июня 2013                               | Таити                                      | 10:0                                       | 1                                          | Кубок конфедераций 2013                    |
| 28                                         | 26 июня 2013                               | Италия                                     | 0:0                                        | —                                          | Кубок конфедераций 2013                    |
| 29                                         | 1 июля 2013                                | Бразилия                                   | 0:3                                        | —                                          | Кубок конфедераций 2013                    |
| 30                                         | 15 октября 2013                            | Грузия                                     | 2:0                                        | 1                                          | Отборочные матчи ЧМ-2014                   |
| 31                                         | 16 ноября 2013                             | Экваториальная Гвинея                      | 2:1                                        | —                                          | Товарищеский матч                          |
| 32                                         | 19 ноября 2013                             | ЮАР                                        | 0:1                                        | —                                          | Товарищеский матч                          |
| 33                                         | 30 мая 2014                                | Боливия                                    | 2:0                                        | —                                          | Товарищеский матч                          |
| 34                                         | 23 июня 2014                               | Австралия                                  | 3:0                                        | 1                                          | Финальные матчи ЧМ-2014                    |
| 35                                         | 13 ноября 2015                             | Англия                                     | 2:0                                        | —                                          | Товарищеский матч                          |
| 36                                         | 8 сентября 2015                            | Македония                                  | 1:0                                        | —                                          | Отборочные матчи ЧЕ-2016                   |
| 37                                         | 9 октября 2015                             | Люксембург                                 | 4:0                                        | —                                          | Отборочные матчи ЧЕ-2016                   |
| 38                                         | 12 октября 2015                            | Украина                                    | 1:0                                        | —                                          | Отборочные матчи ЧЕ-2016                   |
| 39                                         | 24 марта 2016                              | Италия                                     | 1:1                                        | —                                          | Товарищеский матч                          |
| 40                                         | 27 марта 2016                              | Румыния                                    | 0:0                                        | —                                          | Товарищеский матч                          |
| 41                                         | 15 ноября 2016                             | Англия                                     | 2:2                                        | —                                          | Товарищеский матч                          |

Итого: 41 матч / 10 голов; 30 побед, 6 ничьих, 5 поражений.

## Личная жизнь
Мата учился в Мадридском политехническом университете на факультете журналистики. В свободное от футбола и учёбы время любит играть в настольный теннис.